# Ahmed Diaa Eddine
Ahmed Diaa Eddine (árabe: أحمد ضياء الدين)  (1912-1976) es un director de cine egipcio. Dirigió más de treinta películas entre 1949 y 1976, y estudió en el Instituto Leonardo da Vinci en El Cairo.

## Filmografía selecta
- Dhou al-wag'hayn (1949)[1]
- Bayt al-talibat (1967)[2]
- Achiq al-rouh (1973)[2]